# Кривушкін Дмитро Валерійович
Дмитро Валерійович Кривушкін (нар. 9 червня 1984) — український футбольний арбітр.

## Життєпис
Кар'єру арбітра розпочав з регіональних змагань, з 2007 по 2010 рік обслуговував поєдинки ДЮФЛУ та аматорського чемпіонату України. З 2010 року працював на матчах Другої ліги чемпіонату України, а з 2013 року — Першої ліги.
Поєдинки української Прем'єр-ліги обслуговує починаючи з сезону 2018/19 років. Дебютував у вищому дивізіоні українського чемпіонату 12 серпня 2018 року в поєдинку 4-о туру «Олександрія» - «Арсенал» (Київ) (1:0).
Обслуговував скандальний матч кубку України «Рух» (Львів) - «Маріуполь», де відзначився неоднозначними рішеннями.